# Нимёллер, Мартин
Ма́ртин Фри́дрих Гу́став Эми́ль Нимёллер (нем. Martin Friedrich Gustav Emil Niemöller; 14 января 1892 года, Липпштадт, Германская империя — 6 марта 1984 года, Висбаден, Западная Германия) — немецкий протестантский богослов, пастор протестантской Евангелической церкви, один из самых известных в Германии противников нацизма, президент Всемирного совета церквей, лауреат Международной Ленинской премии «За укрепление мира между народами» (1967).

## Биография
Мартин Нимёллер родился в семье лютеранского пастора. Во время Первой мировой войны служил на нескольких подводных лодках: сначала был вторым офицером лодки U-73, затем штурманом на U-39, первым офицером U-151 и, наконец, с мая 1918 года, командиром подводной лодки — минного заградителя UC-67; за успешные боевые действия и уничтожение трёх судов общим 
водоизмещением 17 000 тонн был награждён Железным крестом первого класса. После окончания войны женился на Эльзе Бремер, в браке родилось 6 детей.

## Начало церковной карьеры
С 1919 по 1923 годы изучал теологию в Мюнстере. В 1920 году участвовал в подавлении Рурского восстания в качестве командира фрайкора. В 1924 году ординирован в пасторы под юрисдикцией Прусской унии и стал членом НСДАП. В 1931 году назначен пастором в богатый приход в берлинском районе Далем. Нимёллер придерживался твёрдых националистических и антикоммунистических убеждений, поэтому поддержал приход к власти Гитлера, однако критически отнёсся к нацистскому документу, известному как Арийский параграф. 
В знак протеста Нимёллер организовал Чрезвычайную лигу пасторов. Организация Нимёллера переросла в Bekennende Kirche («Исповедующую церковь»), движение внутри устоявшегося протестантизма (не отдельную церковь), целью которого стала защита церковной целостности.
Уже в 1934 году Нимёллер присоединился к движению «Исповедующая церковь».

## Арест
К 1937 году стало очевидно, что Гитлер не собирается терпеть «засилие религии», и на протестантскую церковь начались серьёзные гонения, которых не избежал и Нимёллер. В это время он изменил своё отношение к Гитлеру и открыто — в отличие от большинства церковнослужителей — выступил с критикой фюрера. Он стал одним из лидеров Исповедующей церкви. «Больше мы не можем хранить молчание, повеленное человеком, когда Господь велит нам говорить. Мы должны повиноваться Господу, а не человеку!», — заявил Нимёллер на проповеди 27 июня 1937 года в Берлине.
Вскоре он был арестован, и 3 марта 1938 года чрезвычайный суд по государственным преступлениям обвинил его в «скрытых нападках» на государство и приговорил его к 7 месяцам заключения в специальной тюрьме для должностных лиц и штрафу в 2000 марок за «злоупотребление проповеднической деятельностью и сбор прихожан в церкви».
Сразу после освобождения[когда?] Нимёллер подвергся «превентивному аресту» гестапо и в качестве «особого заключённого» был помещён в находившуюся в концлагере Заксенхаузен тюрьму Целенбау, откуда впоследствии был переведён в Дахау. В 1945 году вместе с другими узниками он был освобождён войсками США.

## Послевоенные годы
В 1947—1961 году Нимёллер был президентом Протестантской церкви Гессена и Насау. В частности, в рамках работы в церкви участвовал в разработке т. н. Дармштадтского послания «Слово о политическом пути нашего народа» (август 1947) и «Заявления по еврейскому вопросу» (апрель 1948) в которых признавалась ответственность церкви и немецкого народа за преступления нацизма и в том числе за геноцид евреев.
В послевоенные годы он был известен не только как деятель протестантской церкви, но и как борец за мир и разоружение. После беседы с Отто Ганом в 1954 году активно выступал против гонки вооружений и ядерного оружия. В 1952 году побывал в Москве, а в 1967 году посетил Северный Вьетнам, где встретился с Хо Ши Мином. В 1961 году возглавил Всемирный совет церквей.
В 1967 году стал лауреатом международной Ленинской премии «За укрепление мира между народами».

## Гражданская позиция и творчество
Нимёллер неоднократно заявлял о признании вины за преступления нацистов и глубоко раскаивался в своих первоначальных убеждениях. Широко известно высказывание Мартина Нимёллера «Когда они пришли…», переведённое на десятки языков:

Когда нацисты пришли за коммунистами, я молчал, я же не коммунист.

Потом они пришли за социал-демократами, я молчал, я же не социал-демократ.

Потом они пришли за членами профсоюза, я молчал, я же не член профсоюза.

Потом они пришли за евреями, я молчал, я же не еврей.

А потом они пришли за мной, и уже не было никого, кто бы мог протестовать.
Оригинальный текст (нем.)
Als die Nazis die Kommunisten holten, habe ich geschwiegen, ich war ja kein Kommunist.

Als sie die Sozialdemokraten einsperrten, habe ich geschwiegen, ich war ja kein Sozialdemokrat.

Als sie die Gewerkschafter holten, habe ich geschwiegen, ich war ja kein Gewerkschafter.

Als sie die Juden holten, habe ich nicht protestiert; ich war ja kein Jude.

Als sie mich holten, gab es keinen mehr, der protestieren konnte.

Известны разные версии этого высказывания, в разных вариантах цитаты упоминаются разные группы людей.
Хотя Нимёллер провёл годы в нацистских тюрьмах, он характеризовал себя как антисемита. Он признавал, что обращённые в христианство имеют права в церкви, но считал, что Германия страдает от «еврейской проблемы» и описывал страдания евреев как «проклятие», расплату за распятие Христа.